# Omloop van het Hageland
A Omloop van het Hageland é uma corrida de ciclismo feminina belga. Criada em 2005, a corrida faz parte desde 2011 do calendário internacional feminino da UCI em categoria 1.2 de 2011 a 2015, e em categoria 1.1 desde 2016. O percurso, com um comprimento de aproximadamente 120 quilómetros, é disputado em torno de Tielt-Winge.

## Palmarés
| Ano  | Vencedor          | Segundo                | Terceiro             |           |
| ---- | ----------------- | ---------------------- | -------------------- | --------- |
| 2005 | Ludivine Henrion  | Ilse Geldhof           | Anja Nobus           |           |
| 2006 | Ilse Geldhof      | Anja Nobus             | Karen Steurs         |           |
| 2007 | Louise Moriarty   | Yolandi Du Toit        | Lieve Koninkx        |           |
| 2008 | Liesbet De Vocht  | Birgit Söllner         | Ilse Geldhof         |           |
| 2009 | Andrea Bosman     | Martine Bras           | Mascha Pijnenborg    |           |
| 2010 | Emma Johansson    | Martine Bras           | Grace Verbeke        |           |
| 2011 | Emma Johansson    | Adrie Visser           | Sjoukje Dufoer       |           |
| 2012 | Lizzie Armitstead | Pauline Ferrand-Prévot | Elisa Longo Borghini |           |
| 2013 | Emily Collins     | Shelley Olds           | Emma Johansson       |           |
| 2014 | Lizzie Armitstead | Emma Johansson         | Audrey Cordon        |           |
| 2015 | Jolien D'Hoore    | Chantal Blaak          | Sara Mustonen        |           |
| 2016 | Marta Bastianelli | Leah Kirchmann         | Lotta Lepistö        |           |
| 2017 | Jolien D'Hoore    | Chloe Hosking          | Sarah Roy            |           |
| 2018 | Ellen van Dijk    | Chloe Hosking          | Jolien D'Hoore       |           |
| 2019 | Marta Bastianelli | Lotta Lepistö          | Leah Kirchmann       |           |
| 2020 | Lorena Wiebes     | Marta Bastianelli      | Emma Norsgaard       |           |
| 2021 | cancelado         | cancelado              | cancelado            | cancelado |
| 2022 | Marta Bastianelli | Emma Norsgaard         | Floortje Mackaij     |           |
| 2023 | Lorena Wiebes     | Marta Bastianelli      | Audrey Cordon-Ragot  |           |
| 2024 | Kristen Faulkner  | Mischa Bredewold       | Pfeiffer Georgi      |           |
| 2025 | Femke Gerritse    | Lara Gillespie         | Susanne Andersen     |           |